# 레이저 물리학

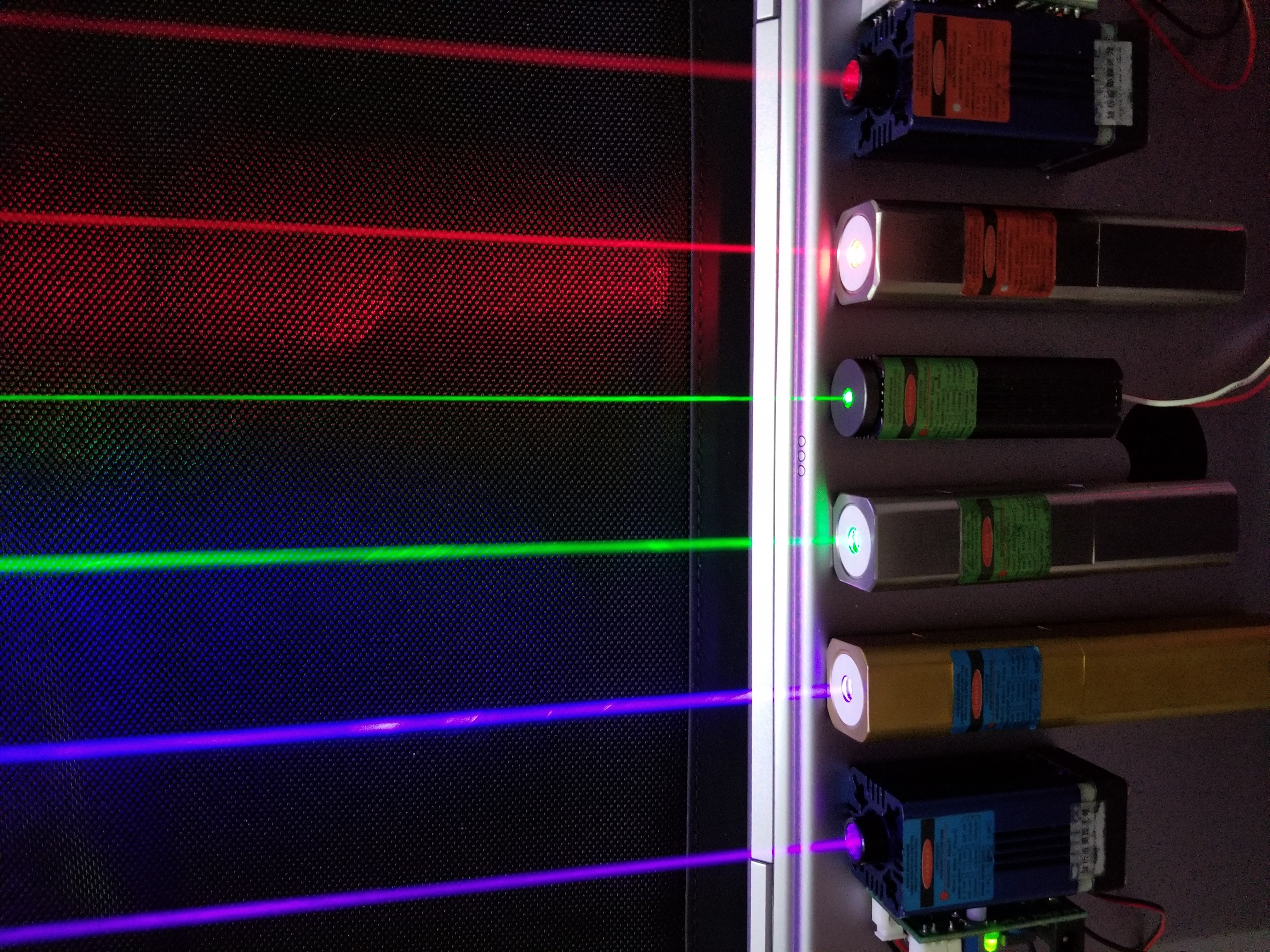

레이저 과학(Laser science) 또는 레이저 물리학(laser physics)은 레이저를 연구하는 물리학이다. 양자광학과 비선형 광학이 관련있다.
레이저 과학은 주로 양자 전자, 레이저 구성, 광학 공동 설계, 레이저 매질에서 인구 반전을 생성하는 물리학, 레이저에서 광장의 시간적 진화와 관련이 있다. 또한 레이저 빔 전파의 물리학, 특히 가우시안 빔의 물리학, 레이저 응용, 비선형 광학 및 양자광학과 같은 관련 분야에도 관심이 있다.

## 역사
레이저 과학은 레이저 자체의 발명보다 먼저 이루어졌다. 알베르트 아인슈타인은 1917년 전자기의 흡수, 자연 방출 및 유도 방출에 대한 확률 계수(아인슈타인 계수)를 기반으로 한 형식론을 사용하여 막스 플랑크의 복사 법칙을 다시 유도한 논문을 통해 레이저와 메이저 (광학 기기)의 기초를 세웠다.